# Johann Voigt (Politiker)
Johann Voigt (* 12. Januar 1866 in Bremen; † 9. Januar 1947 in Delmenhorst) war ein deutscher Arbeiter und Politiker (SPD).

## Biografie
Voigt wurde nach dem Besuch der Volksschule Holzarbeiter. Später war er von 1896 bis 1931 als Expedient der Bremer Bürgerzeitung, ab 1922 Bremer Volkszeitung genannt, und als Kistenmacher tätig.

### Politik
Voigt war Mitglied in der SPD und von 1892 bis 1897 Distriktsführer sowie von 1897 bis 1916 Vorsitzender der SPD in Bremen und Mitglied des zentralen SPD-Parteiausschusses.
Von 1894 bis 1896 war er Vorsitzender der Filiale des Hafenarbeiterverbands in Bremen.
Von 1899 bis 1918 war er in der 11. bis 15. Legislaturperiode Abgeordneter der Bremischen Bürgerschaft.